# Anjela Volkova
Anjela Volkova (29 giugno 1974) è una schermitrice azera, specializzata nella sciabola. Ha vinto tre medaglie di bronzo ai campionati mondiali di scherma.

## Palmarès
In carriera ha conseguito i seguenti risultati:
- Mondiali di scherma

Seul 1999: bronzo nella sciabola a squadre.
Lisbona 2002: bronzo nella sciabola a squadre.
L'Avana 2003: bronzo nella sciabola a squadre.
- Europei di scherma

Mosca 2002: bronzo nella sciabola a squadre.
Bourges 2003: bronzo nella sciabola a squadre.